# 旭山動物園物語 ペンギンが空をとぶ
『旭山動物園物語 ペンギンが空をとぶ』（あさひやまどうぶつえんものがたり ペンギンがそらをとぶ）は、2009年2月7日に公開された日本映画。
旭山動物園が廃園寸前の状況から復活する過程を一部フィクションを交えて描く。

## キャスト
旭山動物園
- 滝沢寛治（旭山動物園園長） - 西田敏行
- 吉田強（獣医・飼育係） - 中村靖日
- 小川真琴（獣医・飼育係） - 前田愛
- 池内早苗（動物園管理係） - 堀内敬子
- 韮崎啓介（飼育係） - 長門裕之
- 三谷照男（飼育係） - 六平直政
- 砥部源太（飼育係） - 塩見三省
- 柳原清之輔（飼育係） - 岸部一徳
- 臼井逸郎（飼育係・絵本作家） - 柄本明

旭川市
- 磯貝三郎（市商工部長） - 笹野高史
- 三田村篤哉（市議会議員） - 梶原善
- 平賀鳩子（新市長） - 萬田久子
- 上杉甚兵衛（市長） - 平泉成
- 市職員 - 春田純一
- 市職員 - 木下ほうか
- 市職員 - でんでん
- 市議会議員 - 石田太郎

その他
- 動物愛護団体のリーダー - 吹越満
- 動物病院獣医師 - 天海祐希
- 吉田の母 - とよた真帆（ナレーションのみ）
- 孫と動物園に来ていた老人 - 麿赤兒
- 子供をヒョウに触らせようとして注意される親 - 坂東元
- 駅で新聞を買う通勤客 -　小菅正夫
- 久保田磨希、山中聡、天現寺竜、真由子、ささの貴斗、神尾直子、佐野弥生、林凌雅、吉田翔

## スタッフ
- 監督 - マキノ雅彦（津川雅彦）
- 脚本 - 輿水泰弘
- 原案 - 小菅正夫『「旭山動物園」革命―夢を実現した復活プロジェクト』（角川書店、2006年）
- 主題歌 - 谷村新司「夢になりたい」（Avex io）
- 音楽 - 宇崎竜童、中西長谷雄
- 監督補 - 石川久
- 動物撮影 - 今津秀邦
- 録音 - 阿部茂
- 音響効果 - カモメファン（伊藤進一）
- VFX - オムニバス・ジャパン
- コーディネーター - 元村次宏
- ゴリラスーツ製作 - 江川悦子、梅沢壮一
- チンパンジー造形 - 若狭新一
- 現像 - IMAGICA
- エグゼクティブ・プロデューサー - 土川勉
- 総合プロデューサー - 鍋島壽夫
- プロデューサー - 坂本忠久
- 製作 - 「旭山動物園物語」製作委員会（角川映画、NTTドコモ、日本映画ファンド）
- 製作プロダクション・配給 - 角川映画